# Mercurol
Mercurol – miejscowość i dawna gmina we Francji, w regionie Owernia-Rodan-Alpy, w departamencie Drôme. W 2013 roku jej populacja wynosiła 2295 mieszkańców. 
W dniu 1 stycznia 2016 roku z połączenia dwóch ówczesnych gmin – Mercurol oraz Veaunes – utworzono nową gminę Mercurol-Veaunes. Siedzibą gminy została miejscowość Mercurol. 